# Száműzetés (elégia)
A Száműzetés (hagyományos kínai: 離騷; egyszerűsített kínai: 离骚; pinjin hangsúlyjelekkel: Lí sāo; magyar népszerű: Li szao), más néven Menekülés a bánat elől, vagy Az elválás elégiája Csü Jüan (Qu Yuan) fő műve, amely, a szerző többi művével együtt, az i. sz. 2. században összeállított Csu (Chu) elégiái című gyűjteményben maradt fenn. A monumentális elégia címének fordítása vitatott. A műben a szerző igazságtalan és méltatlan száműzetése miatti bánatát álmai szertefoszlását, véleményét és ítéletét kora visszamaradottságáról énekli meg, valamint egy sámáni varázslat segítségével végrehajtott csodálatos utazás történetét meséli el. A 373 sorból álló, összesen mintegy 2400 írásjegyet tartalmazó költemény, az ókori kínai költészet legterjedelmesebb lírai alkotása. A Száműzetést a legtöbb szakértő a kínai költészet legjelentősebb alkotásának tartja, amely költészeti értékei mellett a mitológia egyik hasznos forrásai is.

## Szerzője
A Száműzetés a kínai költészet első és egyik legnagyobb hatású költőjének, Csü Jüan (Qu Yuan)nak (i. e. 343–278) a fő műve. Csü Jüan (Qu Yuan) a dél-kínai Csu (Chu) 楚 fejedelemség uralkodói családjából származott, s magas udvari tisztséget töltött be Huaj (Huai) 懷 / 怀 fejedelem (ur. i. e. 328–299) mellett. „Széles tudású és határozott akaratú ember lévén, kitűnt a kormányzásban, és felette jártas volt a törvénykezésben. Mint belső ember, megvitatta az országos ügyeket a fejedelemmel, a törvények kiadásának módját, künn járván pedig fogadta a követeket és vendégeket, és választ adott a főembereknek. A fejedelem szerfelett bízott benne. A főminiszter, egy sorban lévé vele, versengett ővele és szívből gyűlölte őt hatalmáért.” A főminiszter egy ízben megrágalmazta őt a fejedelem előtt, aki haragjában „eltaszította magától”. Ezt az „eltaszítást” sok szakértő száműzetésnek tartja, de valójában Huaj (Huai) fejedelem alighanem csak az udvarából, a fővárosból távolíthatta el őt. Minden esetre ez a mellőzöttség annyira megviselte a költő-államférfit, hogy i. e. 278-ban a Lo (Luo) 羅 / 罗 folyóba vetette magát és meghalt.”

## Tartalma
A költemény a költő születésének és fiatalságának elbeszélésével indul, de az elbeszélő lendületet megtörik és lírában folytatódik. Csü Jüan (Qu Yuan) elpanaszolja fejedelme iránti rendíthetetlen hűségét, megrágalmaztatását és elűzetését. A költemény ezen első szakaszának művészi hatását a költő büszke, férfias fájdalma alapozza meg, amelyet méltatlan elűzetése és tétlenségre kárhoztatottsága miatt érez.
A második tartalmi egység azzal veszi kezdetét, hogy a költő a tehetetlen tétlenséget nem tudja elviselni, kocsijába fogja hát a mitológia jeles állatait, a főnixeket és a sárkányokat, s a fantázia szárnyain nagy utazásra indul, hogy meglelje igazát, s feleségül vegye „a hölgyet”, aki megértő társa lesz majd. A sámán-varázslat bűvös ereje segíti, s nagy lendülettel száll föl az égbe, csakhogy az Ég Kapusa nem ereszti be, s így visszahuppan a földre. Ennek ellenére mégis beutazza a mitologikus szent helyeket, csodás madarakat kér föl, hogy közvetítői legyenek egy-egy istennőhöz, de hiába, a leánykérés nem sikerül, nem talál társra, nem talál eszményi királyt. Ekkor fordul jóslat tanácsért Ling-feng (Lingfeng)hez a szent sámánhoz, aki azt javasolja neki, hogy utazza be a „kilenc tartományt”, vagyis minden kínai fejedelemséget, s akkor biztosan megtalálja hűséges párját. Csü Jüan (Qu Yuan) befogja hát újra sárkányait, felröppen az égbe, a kínai mitológia valamennyi csodás lénye segíti őt, hogy célját elérje. Ám egyszer csak megpillantja szülőfaluját, s nem képes továbbmenni, hazájától nem tud elszakadni.

## Prozódiája és stílusa
A Csu (Chu) elégiáinak versei zömében hét szótagos sorokból épülnek fel, rímképlete: xaxa /xbab/ xc/xc stb. A páratlan (rím nélküli) és páros (rímes) sorokat, mintegy cezúra jelölésként, az önálló jelentéssel nem rendelkező 兮 hszi (xi) (ó kínai: *gˤe) partikula választja el egymástól.
Már a hétszótagú sorok alkalmazásával is jelentősen különbözik a Dalok könyve tartalmazta északi népdalok és szertartási énekek négyszótagú sorokból építkező alkotásaitól. Ezek a különbségek, formai újítások jól lehet a Csu (Chu)-béli őslakók nyelvének, dialektusából adódhatnak, de művészi alkalmazásuk mindenképpen Csü Jüan (Qu Yuan)hoz köthetők. Annak ellenére, hogy a hagyomány az úgy nevezett fu 賦 / 赋 műfaj megalkotását majd csak Csü Jüan (Qu Yuan) tanítványának, Szung Jü (Song Yu)nek tulajdonítja, az ehhez vezető jelentősebb formai változásokat már Csü Jüan (Qu Yuan) költészetében megszülettek, és a Száműzetésre is jellemzők. Mindezek óriási hatással voltak már a Han-kori költészetre is, de alapjaiban határozták meg a Tang-kori lírát is. Később szao-ti (saoti) 騷體 / 骚体 („Száműzetés-stílus”) néven külön műfajként tartotta számon a kínai irodalomtörténet.

## Értékelése
A Száműzetés az eszmény sóvárgásának, szakadatlan és mindig eredménytelen megvalósítási kísérletének elégiája. Az eszmény megvalósítására a költő újra és újra nekirugaszkodik, de minden lendülete megtorpan és aláhanyatlik, az epika így hull mindig vissza lírába. Ez a kettős mozzanat a mű kompozíciójának a lényege, ez teszi a mű minden tartalmi egységét is kétmozzanatossá, és ez a kettősség hat a verselés módjára is. A Csü Jüan (Qu Yuan) teremtette vers ritmusa ugyanis éppen olyan megtörtséget, kétmozzanatosságot mutat, mint a szanszkrit vagy a görög és a római elégia ritmusa.

Az irodalmár Kuo Mo-zso (Guo Moruo) (1892–1978) a Száműzetés miatt a hazaszeretet legnagyobb költőjeként ünnepelte Csü Jüan (Qu Yuan), s az ő nyomán a kínaiak számára máig ezt jelképezi a költemény.

## Magyar fordításai
Csü Jüan (Qu Yuan) legelismertebb magyar szakértője Tőkei Ferenc volt, aki nem csupán hatalmas sinológia életművet hagyott maga után, de a régi kínai irodalom legjelesebb alkotásainak magyar nyelvű fordításában, fordíttatásában és megjelentetésében is elévülhetetlen érdemeket szerzett. Ő volt az, aki friss diplomás fiatalemberként, mindössze 23-24 évesen nyers prózafordítást készített Csü Jüan (Qu Yuan) műveiről - köztük Li szao (Li sao)ról - az akkor már méltán elismert költő-műfordító, Weöres Sándor részére 1953-ban. A Csü Jüan (Qu Yuan) vereseit tartalmazó önálló kötet 1954-ben látott napvilágot a Szépirodalmi Könyvkiadó gondozásában. Weöres műfordításában a mű ebben a változatában a Menekülés a bánat elől címet viseli. Weöres Sándorra, a klasszikus kínai költészet alighanem legtermékenyebb tolmácsolójára köztudottan nagy hatással volt távoli kultúra lírája, amelynek hatása saját költészetébe is beépült. Amikor arról kérdezték, hogy kit fordított a legszívesebben, habozás nélkül válaszolta, hogy Csü Jüan (Qu Yuan)t és Lao-ce (Laozi)t.

Tőkei első komolyabb tudományos kutatása tárgyául az ókori kínai költészet műfajainak vizsgálatát választotta, melynek során többek között a Li szao (Li sao) filológia elemzését is újra elvégezte. Ennek a kutatómunkának az eredménye, egy újabb nyers prózafordítást eredményezett 1957-ben, amelyből ezúttal, az ekkoriban gyakorlatilag csak műfordításból élő Nagy László készítette el az újabb magyar változatot. A költő negyedik önálló műfordításköteteként, csak ezt a költeményt tartalmazó könyvként, immár Száműzetés címen 1959-ben jelent meg az Európa Könyvkiadó gondozásában.

Mindkét műfordítás kiváló, kiemelkedő művészi alkotás, de Nagy László-féle Li szao (Li sao) vitathatatlanul hitelesebb. Nyilvánvaló, hogy Tőkei újbóli értelmezése épp azt a célt szolgálta, hogy a nyelvileg nehezen hozzáférhető mű, az akkoriban legfrissebb kínai és nyugati filológia vizsgálatok eredményeit felhasználva, minél pontosabban szólalhasson meg magyarul. A Li szao (Li sao) történelmi-mitológiai utalásai ugyanis jelentősen megnehezítik a szöveg értelmezését, gazdag növény- és virágszimbolikája pedig már a kötetbe rendezésekor, a Han-kori tudósoknak fejtörést okozott az i. sz. 2. században. A két magyar nyelvű interpretáció legszembeötlőbb különbségei tehát nem a költői kvalitásból fakadnak, hanem elsősorban az új filológiai értelmezésből. Az egyik ilyen különbség, hogy, ami Weöres Sándornál még növénynévként jelenik meg, azt Nagy László már feloldva az egyébként legtöbb esetben megfejthetetlen növényszimbolikát, már személynevekként értelmezi.
| Kínai eredeti    | Weöres Sándor fordítása (1954) | Nagy László fordítása (1959) |
| ---------------- | ------------------------------ | ---------------------------- |
| 余以蘭為何恃兮， | „Az orchideában bíztam         | „Derekas Lanban hittem én    |
|                  | de csak díszelgett üresen,     | Belül üres, kiderült.        |
| 羌無實而容長。   | a talmiakra nézett             | Igazat kiebrudal             |
|                  | s az igazakra nem.             | Silányat magához gyűjt.      |
| 委厥美以從俗兮， | A bíborsás, a borsvirág        | Hiúság viszi Csiaót          |
|                  | csak egyre törtetett;          | Szagtalan somot becsül       |
| 苟得列乎衆芳。   | egyik sem őrzi már             | Hencegő-furakodó             |
|                  | a régi jellemet”               | Nemesért sose hevül”         |

A vers Nagy László-féle műfordítása szerepel az 1960-ban kiadott Klasszikus kínai költők című antológiában is. Tőkei Ferenc 1994-ben kétnyelvű (kínai-magyar) önálló kötetben is megjelentette Nagy László fordítását, amelyet ekkor alapos szójegyzékkel és magyarázatokkal is ellátott.